# Ruspolia (Acanthaceae)
Ruspolia es un género de plantas fanerógamas perteneciente a la familia Acanthaceae. El género tiene seis especies. Son originarias de Madagascar.

## Taxonomía
El género fue descrito por  Gustav Lindau y publicado en Die Natürlichen Pflanzenfamilien 4(3b): 354. 1895. La especie tipo es: Ruspolia pseuderanthemoides Lindau. 

## Especies seleccionadas
- Ruspolia decurrens
- Ruspolia humbertii
- Ruspolia hypocrateriformis
- Ruspolia paniculata
- Ruspolia pseuderanthemoides
- Ruspolia seticalyx